# 越前野中駅
越前野中駅（えちぜんのなかえき）は、福井県吉田郡永平寺町野中にある、えちぜん鉄道勝山永平寺線の駅である。駅番号はE16。

## 歴史
- 1950年（昭和25年）
  - 8月15日：同年8月18日まで期間限定の臨時駅として開設[2]。
  - 9月10日：常設の駅として開設[2][3]。
- 1978年（昭和53年）11月1日：駅業務を廃止し、無人駅となる[2][3]。
- 2001年（平成13年）6月24日：事故（京福電気鉄道越前本線列車衝突事故）による全線運行休止により休業[2][4]。
- 2003年（平成15年）
  - 2月1日：駅施設を京福電気鉄道（京福）がえちぜん鉄道に譲渡[4]。
  - 10月19日：永平寺口駅 - 勝山駅間が運行再開[4]。

## 駅構造
駅舎はなく、本線南側の1面1線のホームのみだが、ホーム上に待合室とトイレが設置されている。また、入口はホーム両端にあり、ともにスロープが設置されている。
当初は臨時駅として開設されたが、当時の吉田郡上志比村・浄法寺村（いずれも現在の永平寺町）ならびに大野郡北郷村（現在の勝山市）の村長から京福電気鉄道に請願して開設した請願駅である。

## 利用状況
1日の平均乗降人員は以下の通りである。
| 乗降人員推移 | 乗降人員推移 |
| 年度         | 1日平均人数  |
| ------------ | ------------ |
| 2011年       | 67           |
| 2012年       | 51           |
| 2013年       | 51           |
| 2014年       | 54           |
| 2015年       | 53           |
| 2016年       | 53           |
| 2017年       | 53           |
| 2018年       | 41           |

## 駅周辺
西側の集落以外は水田が広がる。越前野中駅から国道416号を越えたあたりの九頭竜川は鮎釣りの名所となっている。

## 隣の駅
えちぜん鉄道
■勝山永平寺線
□快速（上りのみ運転）
通過
■普通
轟駅 (E15) - 越前野中駅 (E16) - 山王駅 (E17)